# 藤原敦頼
藤原 敦頼（ふじわら の あつより）は、平安時代後期の貴族・歌人・僧。藤原北家勧修寺流、正三位・藤原惟憲の曾孫。治部丞・藤原清孝の子。官位は従五位上・右馬助。法名は道因（どういん）。

## 経歴
若い頃の事績は不明であるが、官人としては右馬助などを務めて従五位上に至る。承安2年（1172年）に出家して「道因」と称した。
永暦年間から治承年間（1160年 - 1181年）にかけて開催された主要な歌合せに参加・出詠し、また自らも「住吉社歌合」「広田社歌合」などの社頭歌合を主催している。
『千載和歌集』（20首）以下の勅撰和歌集に41首が入集している。

## 逸話
出家の身ではあったが、歌道に志が深く、たいへん執着していた。七、八十歳の老年になってまでも「私にどうぞ秀歌を詠ませてください」と祈るために、歌神として信仰されていた大坂の住吉大社までわざわざ徒歩で、毎月参詣していたという。実際の歌会のときも、とくに講師の席の近くに座って、歌の講評をひと言も聞き漏らすまいとするような態度で耳を傾けていた。
敦頼の死後、藤原俊成が『千載和歌集』を撰進したとき、彼の歌への打ち込みかたが熱心だったので十八首の歌を入集させた。すると敦頼が夢の中に現れて涙を流して喜んだ。それを見ていっそう哀れに思った俊成は、さらに二首を加えて二十首にしたという。

## 百人一首
- 82番　思ひわび　さても命は　あるものを　憂きに堪へぬは　涙なりけり　道因法師（『千載和歌集』恋三817）

## 系譜
- 父：藤原清孝
- 母：藤原孝範の娘
- 妻：不詳
  - 男子：藤原敦中
  - 男子：藤原憲経
  - 男子：藤原憲行
  - 男子：性慶